# Edvard Wermcrantz
Edvard Wermcrantz, född den 6 februari 1854 i Långseruds församling, Karlstads stift, död den 11 mars 1925 i Skara, var en svensk präst och teologisk författare. 
Wermcrantz blev student vid Uppsala universitet 1880, teologie kandidat 1886, prästvigd 1888, lektor i kristendom och modersmålet i Vänersborg 1889, lektor i kristendom och hebreiska i Skara, kyrkoherde i Vinköl 1892 och domprost i Skara 1904 samt var preses vid prästmötet i Skara 1908. Han var 1920 ledamot av kyrkomötet. Wermcrantz utgav från trycket, utom en del smärre uppbyggelseskrifter, Grunddragen af den kristliga friheten (1888), Nils Grubbs lif och verksamhet (1906; även i "Kyrkohistorisk årsskrift", 1903—1906) och Om syndaförlåtelsen (1908). Han blev ledamot av Nordstjärneorden 1906.